# Eduardo Ezcurra
Eduardo Ezcurra (10 de mayo de 1973 en La Plata, Argentina) es un cantante de heavy metal argentino, conocido por su participación en bandas como Traición, Malón, Razones Conscientes y, en la actualidad, Verdades Parias.

## Carrera
Comenzó su carrera en 1990, cuando formó parte de una banda de punk rock y heavy metal llamada Rebelión, banda que llegó a compartir escenarios con Hermética. Dicha banda se disolvió poco tiempo después. Formó parte de otras bandas como Tronador y Paranoia, en esta última logrando grabar un trabajo. Después fundó Traición; con esta banda compartió escenario con Malón y Almafuerte en 1998 y con O’Connor en 1999, siendo esta su última presentación. 
En el año 2001, es convocado por el guitarrista Antonio Romano (Hermética, Malón, Visceral) para sustituir a Claudio O'Connor en la nueva etapa de Malón. Dieron varias presentaciones en Argentina, y grabaron un EP en el 2002. Luego de la separación de Malón, Ezcurra forma Razones Conscientes junto a Antonio Romano. Sin embargo, Ezcurra abandonó dicho proyecto. Ezcurra funda luego Verdades Parias, banda con la cual trabaja actualmente y con la que ya editó el disco Resistir aún muriendo en 2008. En 2010, graban un disco acústico: Más que vivo. En 2012, contribuyó en varios álbumes y trabajos de bandas, inclusive cantando en Scottus la banda de Tony Scotto (exbaterista de Hermética). En 2012, Verdades Parias también graba un DVD con CD en vivo en la provincia de Salta. Luego de varios años, Ezcurra vuelve a grabar un nuevo trabajo con Verdades Parias: Náufragos de la ignorancia.

## Discografía

### Con Paranoia
- Paranoia (1994)

### Con Malón
- EP (2002)

### Con Razones Conscientes
- Demo (2003)

### Con Verdades Parias
- Resistir aún muriendo (2008)
- Más que vivo (CD + DVD) (2012)
- Náufragos de la Ignorancia (2022)

- Datos: Q5819208